# Comeback (2007)
Comeback – Die Rückkehr eines Profiboxers ist ein Dokumentarfilm von Maximilian Plettau über den ehemaligen deutschen Boxmeister im Supermittelgewicht Jürgen „The Rock“ Hartenstein, der noch einmal versucht, auf eigene Faust ins Boxgeschäft zurückzukehren.

## Auszeichnungen
Der Film wurde 2008 mit dem Deutschen Kamerapreis in der Kategorie „Kamera Dokumentarfilm“ ausgezeichnet und erhielt das FBW-Prädikat „besonders wertvoll“.
Maximilian Plettau gewann auf dem 23. Internationalen Dokumentarfilmfestival München 2008 den OmU-Förderpreis.

## Kritik
„Lakonisch erzählter Dokumentarfilm als aufmerksam gestaltetes Zustandsgemälde, das mit ausgesuchten Kameraeinstellungen und einer präzise strukturierten Erzählung überzeugt.“